# 史諾多尼亞
史諾多尼亞（英語：Snowdonia，威爾斯語發音：[ɛrərɪ]），是位於英國威爾斯西北部的一處山區，當中 2,140 平方公里屬國家公園。史諾多尼亞國家公園於1951年設立，威爾斯三個國家公園中最早成立的。

## 史諾多尼亞國家公園
史諾多尼亞國家公園成立於1951年，是英國繼峰區和湖區之後第三個成立的國家公園。它佔地 2,140 平方公里，擁有 60 公里的海岸線。史諾多尼亞國家公園覆蓋了格溫內斯和康威的部分地區。
該公園由史諾多尼亞國家公園管理局管理，該管理局由地方政府和威爾士政府代表組成。與其他國家/地區的國家公園不同，該公園（以及英國的其他同類公園）由公共和私人土地組成，並由單一規劃機構管轄。該公園的土地所有權構成如下：
| 所有權                               | 百分比 (%) |
| ------------------------------------ | ---------- |
| 私人                                 | 69.9       |
| 英國國民信託                         | 8.9        |
| 國家公園管理局                       | 1.2        |
| 威爾士天然資源（威爾斯政府下轄機構） | 17.5       |
| 水公司                               | 0.9        |
| 其他                                 | 1.6        |

2011 年時，有超過 26,000 人居住在公園內，其中 58.6% 的人會說威爾士語。
雖然大部分土地是開闊地或山地，但公園內有大量農業活動。
自 1998 年地方政府重組以來，該公園部分位於格溫內斯，部分位於康威郡自治市。它由 18 名成員組成的史諾多尼亞國家公園管理局管理；九名成員由格溫內斯任命，三名由康威郡自治市任命，其餘六名由威爾士政府任命，代表國家利益。不同尋常的是，史諾多尼亞國家公園中間有一個非國家公園地區，該區主要位於板岩採石中心 Blaenau Ffestiniog 鎮及其周邊。設立園區時當地特意被排除在外，以發展新的輕工業來替代式微中的板岩產業。 （峰區國家公園也有類似的情況，其邊界將附近的大型建築區和工業用地排除在公園之外，巴克斯頓鎮和鄰近的採石場在國家公園旁，但三邊被公園包圍。）
史諾多尼亞協會是一家成立於 1967 年的註冊慈善機構；它是一群對該地區及其保護感興趣的志願人員。
艾默里·洛文斯於 1970 年代成功領導反對行動，阻止力拓集團在該地開闢大型礦場。

## 地質
史諾多尼亞的地質是該地區特色的關鍵。在一連串冰河時代中的冰期，使當地的沉積岩和火成岩充滿斷層和褶皺，形成了獨特的岩石景觀。上一個冰河時代僅在 11,500 多年前結束，留下了對遊客具有吸引力的特徵，但它們也在地質科學的發展中發揮了作用，並繼續成為科學教育的主要地點。 1841 年訪問當地一處冰斗時，查爾斯·達爾文意識到當地景觀是冰川作用的產物。基岩的年代主要來自寒武紀和奧陶紀時期，伴隨著與加里東造山運動相關的奧陶紀和志留紀時代的侵入。南部和東北部有較小面積的志留紀沉積岩，卡迪根灣沿岸有新生代地層，儘管後者被更近代的沉積物所掩蓋。寒武紀和奧陶紀泥岩透過低度變質作用形成了板岩，板岩的開採曾經是該地區經濟的支柱。

## 主要景點
- 史諾頓山

地圖
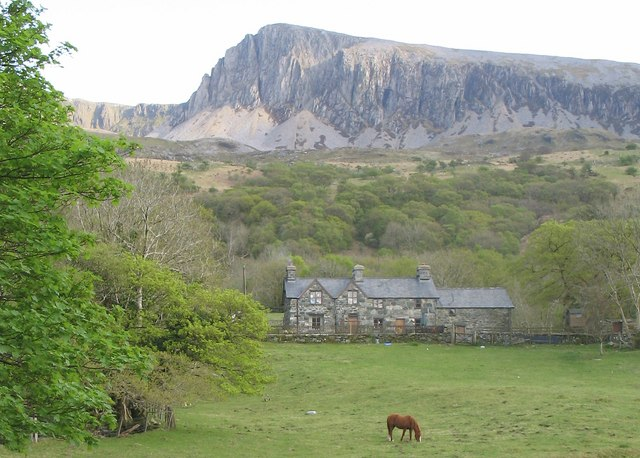
Cadair Idris
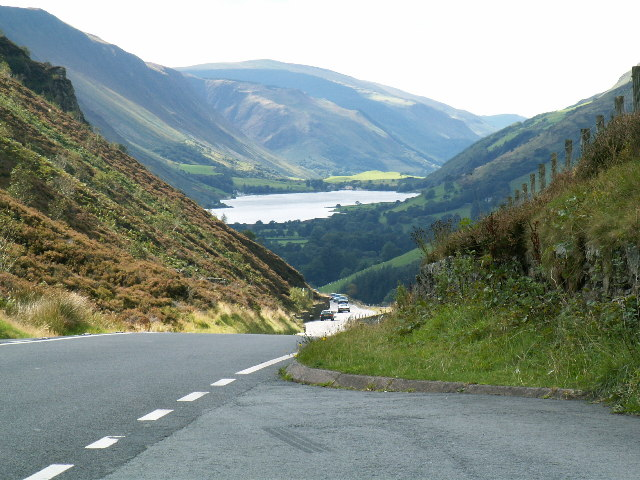
Tal-y-Llyn
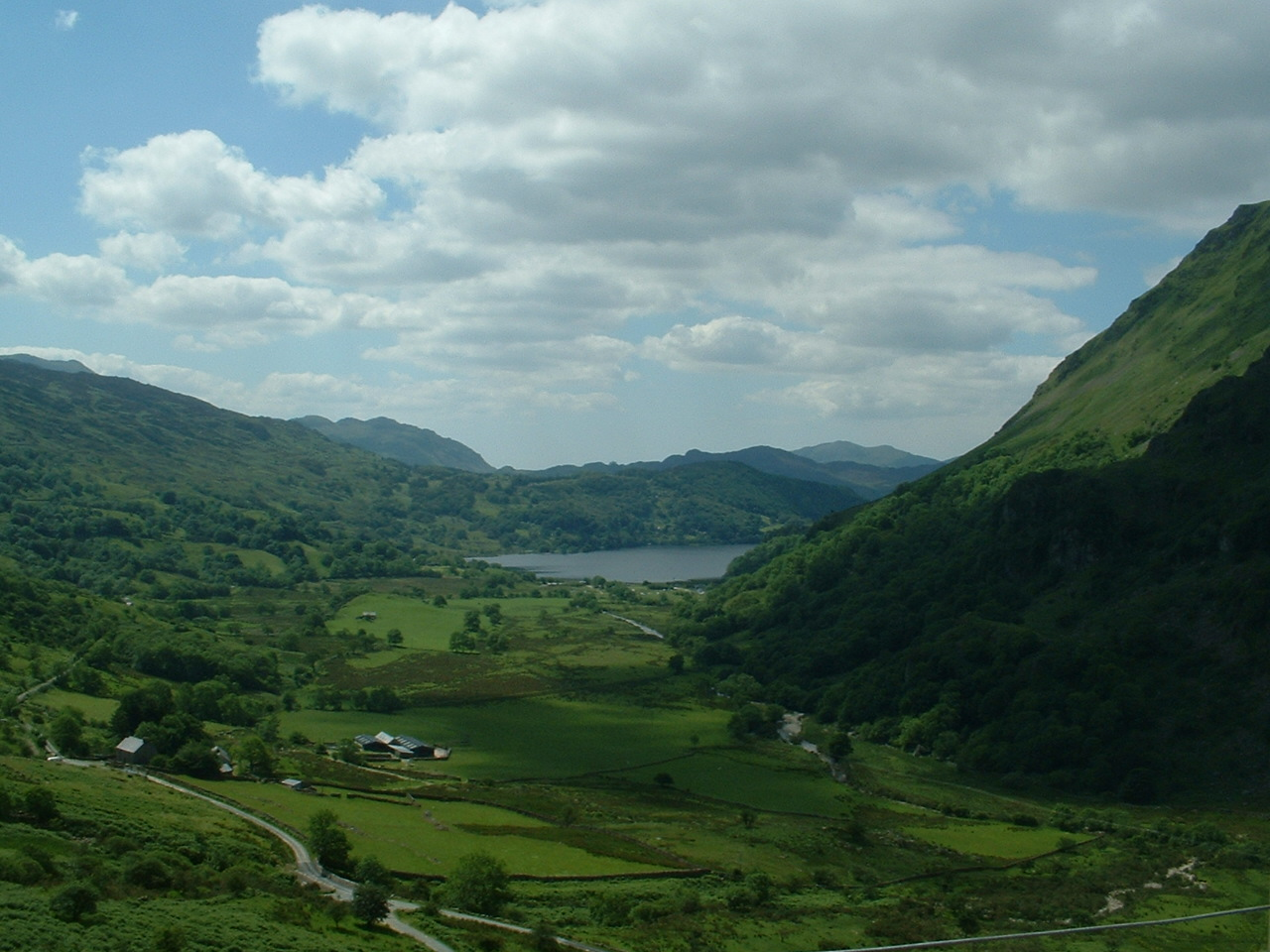
Llyn Gwynant

## 外部連結
- 史諾多尼亞國家公園